# بئر هداج
27°38′5.06″N 38°33′12.32″E / 27.6347389°N 38.5534222°E
بئر هداج، من أشهر الآبار في جزيرة العرب ويقع في شمال غرب المملكة العربية السعودية في مدينة تيماء وفيه عين من زاويته الجنوبية لا زالت ترفده إلى الآن وفوهة البئر واسعة يبلغ قطرها 15 مترا (50 قدماً) وعمقها 12 مترا (40 قدماً)، ذات شكل دائري غير منتظم، مطوية بالحجارة، ضرب بها المثل بالكرم فوصف الرجل المعطاء ب «هداج تيماء». يقع البئر في وسط البلدة القديمة داخل إطار دائري من أشجار النخيل الباسقة. يعتقد أن البئر يعود إلى الألف الأول ق.م.
ينسب حفر البئر للملك البابلي نابونيد الذي أقام في تيماء لمدة عشر سنوات.

## ألقابه
البعض يرى أن هناك علاقة بين لفظ هدج وبين اسم المعبود (هدد) أو (أدد)إلى الماء لدى الساميين وخاصة الآراميين الذين سكنوا تيماء في الألف الثاني قبل الميلاد، وأن الدال أُستبدلت بالجيم، ومن أبرز ألقابه القليب، والبئر، الماء، وشيخ الجوية، وراعي التسعين غرب، ومروي العطشا.

## تاريخ البئر في العهد السعودي

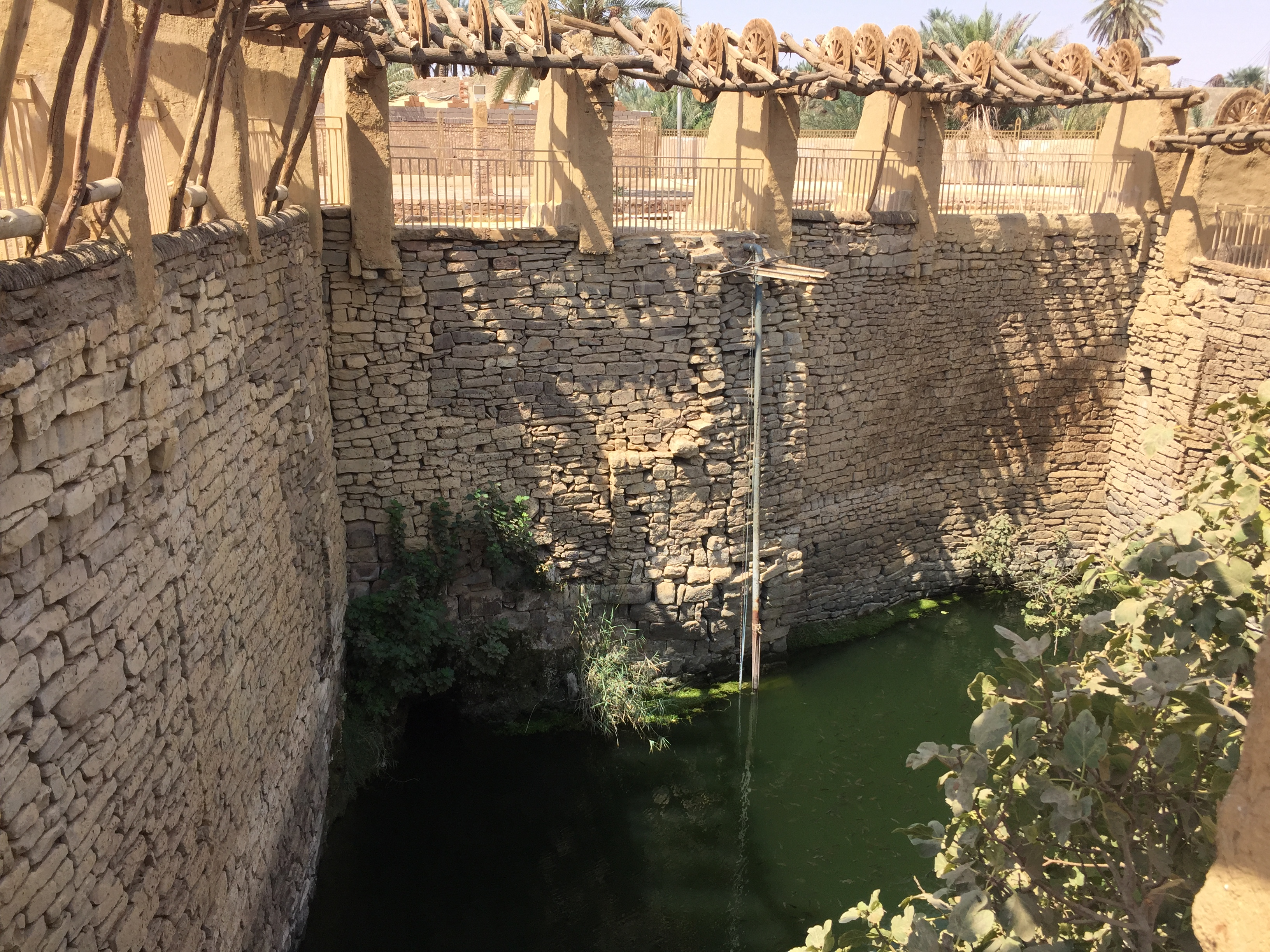
لقطة من داخل البئر.

في العام 1373 هـ زار الملك سعود بن عبد العزيز تيماء ضمن زيارته لمنطقة تبوك، فأمر بتركيب أربع مضخات حديثة على جهات البئر الأربع، وذلك حتى يتمكن السكان من أخذ المياه من جوف البئر لاستخدامها في أغراضهم المختلفة، فكانت هذه الخطوة نقطة تحول كبيرة في تاريخ البئر ودعماً لاستمرار قيام هذه البئر، ثم تداعت عوامل بشرية وأخرى طبيعية عطلت دوره وكادت تفقده الحياة.. لكن الأمير فهد بن سلطان بن عبد العزيز أعاد للبئر الحياة «بمشروع الملك سعود لترميم بئر هداج» الذي أمر به وتبناه مالياً ومعنوياً، وهو مشروع كبير على عدة مراحل يهدف إلى إعادة هذه البئر الأثرية إلى وضعها التاريخي التراثي القديم، فأصبحت البئر معلماً حضارياً وعنصر جذب للسياح في المنطقة.

## البئر والتاريخ

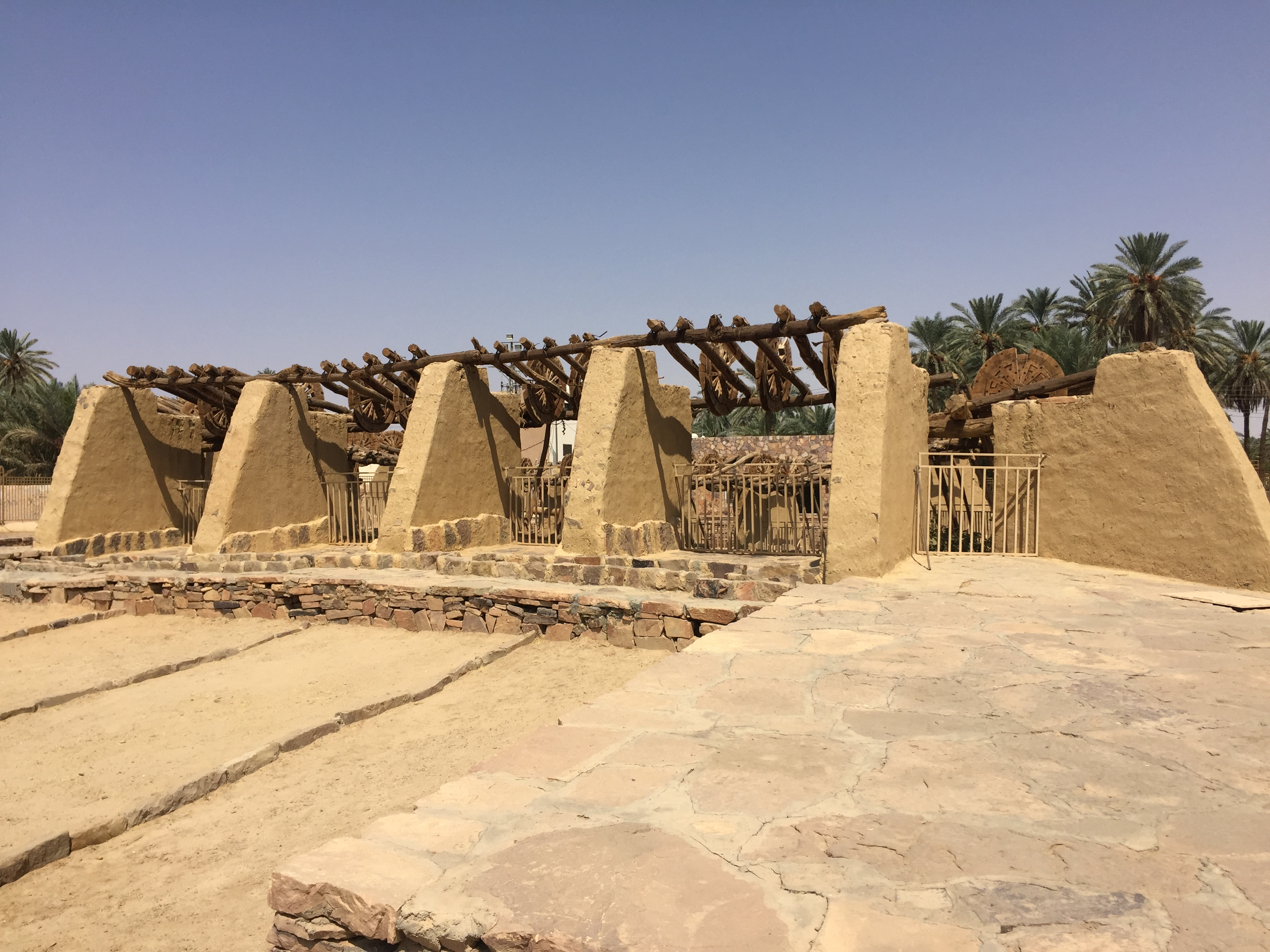
لقطة من إحدى نواحي البئر.

كان البئر مورداً لكثير من قوافل الجمال والماشية التي تقصده من أماكن بعيدة للسقيا، وكذلك روي الوحدات الزراعية.
- يقول الرحالة فيلبي الذي زار تيماء سنة 1370هـ/1951م:«أن أهالي تيماء قد قالوا له إنهم يرفعون المياه من البئر بواسطة تسعة وتسعين جملاً دفعة واحدة، وعند زيارة الملك سعود لتيماء سنة 1374هـ/1954م تم توفير سبعين جملاً لرفع المياه من البئر، وكانت المياه تُنقل إلى قنوات صغيرة مطوية بالأحجار، وكان عدد القنوات عند زيارة فيلبي سبعاً وعشرين قناة تقوم بتوزيع المياه على المزارع».
- زار عبد القدوس الأنصاري تيماء سنة 1382هـ/1962م، وكان الماء يُستخرج من بئر هداج بواسطة ست مضخات.
- أمر الأمير فهد بن سلطان بن عبد العزيز أمير منطقة تبوك بترميمها على نفقته الخاصة ونزح مياهها وتنظيفها والاستفادة منها عن طريق جعلها منتزهاً لأهالي المنطقة.[5]

## وصلات خارجية
- “هداج تيماء”.. شيخ آبار الجزيرة وأسخاها بعد زمزم.